# Plushgun
Plushgun ist eine Indie-Rock/New-Wave/Synthiepop-Band gegründet von Dan Ingala 2007 in Brooklyn, New York.

## Diskografie

### Alben
- 2009: Pins and Panzers
- 2011: Me.Me

### EPs
- 2007: Plushgun Demos
- 2008: Plushgun (Tommy Boy)
- 2008: Dancing in a Minefield (Tommy Boy)

### Singles
- 2008: Just Impolite (Eigenveröffentlichung)
- 2009: Just Impolite (Tommy Boy)
- 2009: Let Me Kiss You Now (And I'll Fade Away) (Tommy Boy)